# Фонд НМАК
Фонд НМАК — музей в Испании частного характера, посвящённый современному искусству и изучению отношений, которые существуют между искусством и природой.
Музей основан в июне 2001 года и содержит произведения художников разных национальностей. Работы, которые составляют коллекцию, созданы исключительно для места своего расположения

## Расположение и инфраструктура
Фонд находится в границах заповедника Монтемедио, чья поверхность составляет около 500 га, из которых 30 занимает фонд. Расположен в глубине средиземноморского леса, в городе Вехер-де-ла-Фронтера, в провинции Кадис.
Коллекция расположена в двух различных зонах: в лесах Средиземноморья и старых военных ангарах. Сигнализацию проекта через средиземноморский лес реализовало содружество французских художников Campement Urban. В то же время были реконструированы казармы, в которых находится инфраструктура Фонда: приёмная с офисами, выставочные залы, мастерские, библиотека и центр для документации.
Работы по восстановлению казарм были начаты в 2000 году. Реконструированы три казармы для размещения приёма с офисам и два видеозала (Project Room). В 2002 году были проведены работы в трех других ангарах. Сегодня там находятся библиотека и произведения Марины Абрамович,Олафура Элиассон, Сантьяго Сьерра, Кристины Лукас и Пилар Албаррасин.
В 2003 году китайский художник Хуан Юнпин трансформировал два оставшихся ангара для своего проекта, где был реконструирован Хаммам (арабская баня).
В природной среде леса художники реализуют проекты site sprecific через различные медиа-искусства: инсталляции, скульптуры, архитектурные сооружения, фотографии, видеоарты и перформансы. Задача Фонда заключается в достижении диалога с природой, в котором художники стремятся найти интерактивные связи между искусством и природой.
В 2006 году была реализована выставка Testigos/Withesses с тематикой, связанной с географической зоной, на которой расположен Фонд. Это дало возможность участия таким художникам, как Абдель Абдессемед, Майя Баевич, Йеппа Хейн, Кристина Лукас, Паскаль Мартин Тай и Шен Хуан.

## Выставки
- Фонд был создан в июне 2001 года, одними из первых образцов коллекции являются произведения Марины Абрамович, Мауриция Каттелан, Сол Ле Витта и Рокси Пейн.
- В 2003 году была сформирована вторая выставка с участием таких художников, как Майкл Лин, Эстер Партегас, Фернандо Санчес Кастильо.
- В 2006 году была реализована выставка Testigos / Withesses на темы, связанные с географической зоне, где находится Фонд. По этому случаю, приняли участие следующие художники: Абдель Абдессемед, Майя Баевич, Кристина Лукас, Паскаль Мартин Таю и Шен Хуан.
- В мае 2009 года выставлено последнее произведение — Second wind 2005 калифорнийского художника Джеймса Террелла, уникальное в своём роде на территории Испании.

### Постоянная выставка
Коллекция включает работы художников, которые развивались в второй половине XX века и в начале XXI века.
Постоянная коллекция состоит из таких произведений:
- Абдель Абдессемеф — Salam Europe.
- Марина Абрамович — Human nests2001; The hero (for Antonio)2001.
- Пилар Албаррасин — 1002 night/Dots, 2001.
- Майя Баевич — Sculpture for tha Blind/La Voyage, 2001.
- Гунилла Бандолин — Sky’s impression, 2001.
- Маурисио Кателлан — Untitled, 2001.
- Олафур Элиассон — Quasi brick wall, 2002.
- Йеппы Хейн -Modified Social Danches, 2006.
- Сол Ле Витт — Ciderblock, 2001.
- Майкл Лин — Gardes Passage, 2003.
- Кристина Лукас — You can walk too!, 2006.
- Паскаль Мартин Таю — Plansone Duty Free, 2006.
- Александра Мир — 1000 Love stories, 2004—2007.
- Ричард Нона — River sun, Snake in the sun, 2001.
- Рокси Пейн — Transplant, 2001.
- Эстер Партегас — Remember, 2003.
- МП&МП Росадо — Rediculous sequence, 2002.
- Фернандо Санчесь Кастильо — Fountain, 2003.
- Берни Серл — Home and Way, 2003.
- Сантьяго Сьерра — 3000 Hollows of 180 x 70 x 70 cm. each, 2002.
- Сусана Солано — Incense and myrrh, 2001.
- Хуан Юнпин — Hammam, 2003.
- Шен Хуан — Bridge, 2006.
- Джеймс Террелл — Second Wind 2005 (последнее произведение открыто в июне 2009 года).

### Периодические выставки
Фонд также располагает периодическими выставкам.

## Образовательные программы
Департамент образования Фонда организует визиты и семинары для студентов, а также располагает сайтом, который разрабатывает конкретные мероприятия, предназначенные для различных групп. Департамент также организует семинары, поездки и издаёт профессиональные каталоги выставок художников, которые являются частью коллекции. В течение летних месяцев работает программа с различными видами культурно-просветительской деятельности: семинарами, концертами, конференциями, организованными посещениями.